# Coleophora laricella
Espèce
Coleophora laricella, le coléophore du mélèze, est une espèce de lépidoptères (papillons) de la famille des Coleophoridae. Elle est originaire du nord et du centre de l'Europe, où sa source principale de nourriture est le Mélèze Larix decidua. Cependant, elle a été introduite en Amérique du Nord au milieu du XIXe siècle où elle s'est largement répandue. Elle est devenue une espèce défoliatrice invasive pour plusieurs espèces de Mélèze du genre Larix, particulièrement le Mélèze occidental, Larix occidentalis et le Mélèze laricin, Larix laricina.

## Synonymes
- Tinea laricella Hübner, 1817
- Coleophora nigricornis

## Cycle de vie
Coleophora laricella produit une seule génération par an avec quatre stades : œuf, larve (avec quatre mues ou stades de croissance), la pupe et l'adulte.

### Œuf

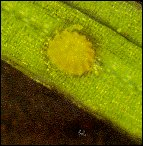
C. laricella Œuf sur aiguille, noter les bords caractéristiques.

La femelle adulte dépose de 50 à 70 œufs en une fois sur les aiguilles du Mélèze. Les œufs pondus depuis peu sont d'une couleur jaune brillant mails ils virent au rouge brunâtre en vieillissant. Ils présentent de 12 à 14 arêtes du sommet à la base. Dans les zones à forte densité d'infestation de C. laricella, les femelles peuvent déposer jusqu'à 10 œufs par aiguille. Les œufs éclosent en à peu près deux semaines.

### Larve

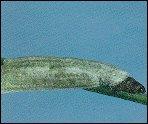
Larve adulte, la tête et le thorax sortant du fourreau.

Les larves mesurent de 5 à 6 mm de long, pondent en juillet, et se transforment en pupe environ 11 mois plus tard. Les premier et second stades larvaires éclosent et percent directement de l'œuf dans l'aiguille. Ils forent alors leurs galeries dans les aiguilles jusqu'en août ou septembre. Pendant ce temps, l'aiguille évidée est transformée en fourreau individuel.
Quand le fourreau est réalisé, la larve arrive au troisième stade durant lequel le fourreau est façonné dans une nouvelle aiguille avec de la matière soyeuse. La larve continue ensuite à miner les aiguilles, rejetant les vieux fourreaux au fur et à mesure que de nouvelles aiguilles sont évidées et transformées. En octobre, la chenille se prépare à l'hiver en attachant son fourreau à des parties plus solides de l'arbre (brindilles, écorce…) Quand le printemps arrive, et que le Mélèze retrouve ses aiguilles, la larve mue à son dernier stade et continue à miner,.

### Pupe

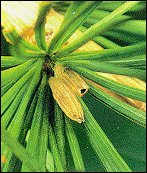
Fourreau de la pupe de C. laricella.

Le stade pupaire dure de mai à début juin. Il est caractéristique de la dégradation de la structure du fourreau-feuille en une forme de cigare légèrement grise.

### Adulte
Les adultes sont relativement petits (4–6 mm de long), avec une envergure de 6 à 10 mm, très minces et d'un marron argenté comme couleur. Ils n'ont ni ocelles ni palpes maxillaires. Ils volent de mai à juillet.

## Dommages causés
Bien que le Mélèze perde ses aiguilles en hiver et les retrouve au printemps, les minages répétés sont extrêmement dommageables à la plante hôte. Après cinq ans d'infestation, pour la plupart des espèces de Larix, la croissance annuelle est réduite de 50 %, ce qui cause une perte de 3 millions de $ par an (E-U). Les arbres contaminés sont également sujets à d'autres infestations et maladies comme l'armillaire sur les racines, causé par l'Armillaria sinapina,.

## Contrôles

### Contrôles naturels
C. laricella est sensible à la météo et à la température. Les fluctuations naturelles peuvent, d'année en année, grandement réduire les infestations. Les maladies des aiguilles réduisent la nourriture et sont un agent limitateur des populations également. De plus, la prédation et le parasitisme maintiennent les populations à un niveau plus raisonnable

### Parasitisme introduit

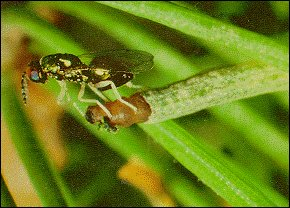
C. laricinellae pondant dans un fourreau de larve.

Quand la lutte naturelle ne suffit pas pour la prévention de sévères défoliations, des parasites non-natifs sont introduits. Les deux plus importants sont Agathis pumila et Chrysocharis laricinellae, qui ressemblent aux guêpes européennes. A. pumila se révèle plus efficace en Amérique du Nord dans les années 1930, mais a beaucoup moins de succès dans l'ouest. C. laricinellae, un parasite qui cible uniquement C. laricella a été tenté avec beaucoup plus de succès au Montana, Idaho, Oregon et Washington. Depuis 1960, ces deux espèces, ajoutées à d'autres facteurs naturels ont parasité plus de 90 % des populations dans certaines régions,
,.

### Contrôles directs
Dans les cas de dégâts élevés aux niveaux esthétique, commercial ou de conservation, l'« USDA forest service » a autorisé l'emploi d'insecticide malathion pour limiter la prolifération des larves.